# Basay (taal)
Basay, ook Kawanuwaans of Basai, is een van de 2 Noordelijke talen. Zoals de andere Noordelijke en ook Oost-Formosaanse talen wordt het Basay uitsluitend gesproken in het Aziatische land Taiwan. Het Basay is uitgestorven en een kleine groep bejaarden kan zich nog enkele woorden herinneren. De taal werd gesproken in het noorden en noordoosten van het land, rond de steden Tanshui, Taipei, San-ch'ung, Su-ao, Kungliao, Fengtzulin en I-lan. Een aantal decennia terug trok de Japanse taalkundige Erin Asai naar Taiwan om daar met zijn team een woordenlijst aan te leggen van het Basay en het Ketangalaans (het Ketangalaans is zéér verwant aan het Basay). Het bestand van 2 000 woorden is de enige geschreven woordenbron voor de Basay- en Ketangalaanse talen, en het bleef lang in Japan tot Dr. Paul Lee van Academia Sinica's Institute of History and Philology het terug naar Taiwan bracht. Er is ook een grammatica van het Basay ontwikkeld. Alle talen die in Noord-Taiwan worden gesproken worden soms Pingpu-talen genoemd.

## Classificatie
- Austronesische talen (1268)
  - Oost-Formosaanse talen (5)
    - Noordelijke talen (2)
      - Basay

## Verspreiding van de sprekers
- Taiwan: 0; 20e gedeelde en laatste plaats, 21e gedeelde en laatste plaats volgens totaal aantal sprekers

Linaw-Qauqaul · Trobiawaans